# 南京市行知实验中学
南京市行知实验中学是南京市秦淮区的一所高中，位于南京市海福巷73号。前称光华门中学，1991年更为现名，2004年与中山中学等四校合并。